# Waarom gaan we niet vaker?
Waarom gaan we niet vaker? is een cultureel televisieprogramma van de AVROTROS dat wordt uitgezonden op NPO 2.

## Concept
Het programma wordt gepresenteerd door Peter Pannekoek. Gedurende tien afleveringen wil Pannekoek de kijker motiveren om vaker naar het theater te gaan. Dit doet hij door in gesprek te gaan met collega-theatermakers. Tevens worden scènes van lopende voorstellingen getoond, maar dan wel uitgevoerd op een alternatieve locatie.
Vast onderdeel van het programma is De Viskraam, waarin een theatermaker vertelt over de impact van een slechte recensie op diens carrière en eventueel leven.

## Rubriek
Sinds 2024 is Waarom gaan we niet vaker? een rubriek geworden in de AVROTROS-talkshow Eva van presentatrice Eva Jinek. In de rubriek komt Peter Pannekoek elke maand langs om een theatervoorstelling aan te bevelen die op dat moment in de theater te zien is.